# جميل (اسم)
جميل هو اسم علم مذكر من أصل عربي، ومعناه هو صفة مشبهة، تدل على صفة محببة بالرجل، وهي الحسن الجمال البهاء خلقًا وخلقًا والجميل كذلك الشحم المذاب الشيء المجمل عرف به الشاعر جميل بثينة.

## شخصيات تحمل الاسم
- جميل أجامالييف (31 أغسطس 1974 – )
- جميل المدفعي (سياسي عراقي، 1890[3] – 1958)
- جميل بايق (سياسي تركي، 1951 – )
- جميل بكر (لاعب كرة قدم فرنسي، 6 أبريل 1989[4] – )
- جميل جيجك (سياسي تركي، 4 نوفمبر 1946 – )
- جميل حسنلي (سياسي ومؤرخ أذربيجاني، 15 يناير 1952 – )
- جميل راتب (ممثل مصري، 19 أغسطس 1926 – 19 سبتمبر 2018)
- جميل صدقي الزهاوي (شاعر وفيلسوف عراقي، 18 يونيو 1863[5] – 24 فبراير 1936[5])
- جميل مردم بك (سياسي سوري، 1894 – 30 مارس 1960)
- جميل معوض (رئيس الإكوادور، 29 يوليو 1949 – )
- جميل العموري (قائد عسكري ومُقاوم فلسطيني، 1 يناير 1996 – 10 يونيو 2021)

## وصلات خارجية
- موسوعة السلطان قابوس لأسماء العرب نسخة محفوظة 5 أبريل 2019 على موقع واي باك مشين.